# Circonscription autonomique de La Corogne
Ne doit pas être confondu avec Circonscription électorale de La Corogne.
La circonscription électorale de La Corogne est l'une des quatre circonscriptions électorales de Galice pour les élections autonomiques au Parlement de Galice.
Elle correspond géographiquement à la province de La Corogne.

## Synthèse
| UCD         |       | 5  |    |    |    |    |    |    |    |    |    |    |    |  |  |
| PCE         |       | 1  |    |    |    |    |    |    |    |    |    |    |    |  |  |
| AP & alliés |       | 9  | 10 |    |    |    |    |    |    |    |    |    |    |  |  |
| PSG-EG      |       |    | 1  | 1  |    |    |    |    |    |    |    |    |    |  |  |
| CG          |       |    | 2  |    |    |    |    |    |    |    |    |    |    |  |  |
| BNG         |       | 1  | 1  | 2  | 5  | 6  | 6  | 5  | 4  | 2  | 2  | 7  | 9  |  |  |
| PSdeG-PSOE  |       | 6  | 8  | 10 | 6  | 5  | 6  | 8  | 8  | 5  | 5  | 4  | 3  |  |  |
| PPdeG       |       |    |    | 11 | 13 | 13 | 12 | 11 | 12 | 13 | 13 | 14 | 13 |  |  |
| AGE         |       |    |    |    |    |    |    |    |    | 4  |    |    |    |  |  |
| En Marea    |       |    |    |    |    |    |    |    |    |    | 5  |    |    |  |  |
|             |       |    |    |    |    |    |    |    |    |    |    |    |    |  |  |
| Total       | Total | 22 | 22 | 24 | 24 | 24 | 24 | 24 | 24 | 24 | 25 | 25 | 25 |  |  |

## Résultats détaillés

### 1981
| Parti      | Parti | Députés élus |
| ---------- | ----- | --- |
| AP         |       | Gerardo Fernández Albor, José González Dopeso, Ramón de Vicente Vázquez, Ramón Evaristo Castromil Ventureira, Juan Carreira Gómez, Ricardo Pérez Queiruga, Juan Luis Pia Martínez, Manuel Eirís Cabeza, Manuel Morán Morán |
| PSdeG-PSOE |       | Francisco José Vázquez Vázquez, Ramón Piñeiro López, Xerardo Denís Felipe Estévez Fernández, Antonio Carro Fernández-Valmayor, Manuel Couce Pereiro, Fernando Martínez González                                            |
| UCD        |       | Manuel Iglesias Corral, Pablo González Mariñas, José Castro Suárez, Fernando García Agudín, Antonio Olives Quintás |
| BNG-PSG    |       | Bautista Goyel Álvarez Domínguez |
| PCE        |       | Ángel Guerreiro Carreiras |

- Francisco Vázquez (PSdeG-PSOE) est remplacé en décembre 1982 par Ángel Teixeiro Piñeiro.
  - Ángel Teixeiro (PSdeG-PSOE) est remplacé en février 1983 par Antolín Luis Mariano Sánchez Presedo.
- Fernando García (UCD) est remplacé en mars 1983 par José Luis Torres Colomer.

### 1985
| Parti      | Parti | Députés élus |
| ---------- | ----- | --- |
| CP         |       | Gerardo Fernández Albor, Alejandrino Fernández Barreiro, Manuel Iglesias Corral, José Luis Torres Colomer, Juan Manuel Páramo Neyra, José Antonio Cesáreo Franco Cerdeira, José María Hernández Cochón, Ramón de Vicente Vázquez, Ricardo Pérez Queiruga, José Miñones Trillo |
| PSdeG-PSOE |       | Fernando González Laxe, Antolín Luis Mariano Sánchez Presedo, Jesús Mosqueira Sueiro, Alfredo Conde Cid, José Federico Nogueira Fernández, Manuel Couce Pereiro, Pablo Ángel Sande García, Antonio Martín Ramón Campos Romay                                                  |
| CG         |       | Pablo González Mariñas, Antonio Olives Quintás |
| PSG-EG     |       | Antonio Martínez Aneiros |
| BNG        |       | Xosé Manuel Beiras |

- Ricardo Pérez (CP) est remplacé en juillet 1987 par Manuel Eirís Cabeza.
  - Manuel Eirís (CP) est remplacé en septembre 1987 par Gerardo Jesús Conde Roa.
- Jesús Mosqueira (PSdeG-PSOE) est remplacé en décembre 1988 par Rosa Gómez Limia.
- Pablo Sande (PSdeG-PSOE) est remplacé en mai 1989 par José Moas Pazos.
- Gerardo Fernández Albor (CP) est remplacé en août 1989 par Ángel Ramón Mesa Torreiro.
- Manuel Couce (PSdeG-PSOE) est remplacé en septembre 1989 par José Luis Suárez Cotelo.

### 1989
| Parti      | Parti | Députés élus |
| ---------- | ----- | --- |
| PPdeG      |       | Manuel Fraga, José García Pardo, Juan José Fernández García, Gerardo Jesús Conde Roa, José María Hernández Cochón, María Elisa Madarro González, Segundo Manuel Durán Casais, Manuel Rey Varela, José Manuel Vila Pérez, José Luis Torres Colomer, José Antonio Cesáreo Franco Cerdeira                   |
| PSdeG-PSOE |       | Fernando González Laxe, Antolín Luis Mariano Sánchez Presedo, José Federico Nogueira Fernández, José Luis Rodríguez Pardo, Antonio Carro Fernández-Valmayor, Manuel Ceferino Díaz Díaz, Rosa María Miguélez Ramos, Bonifacio Borreiros Fernández, José Antonio Ventoso Mariño, Miguel Ángel Cortizo Nieto |
| BNG        |       | Xosé Manuel Beiras, María Pilar García Negro |
| PSG-EG     |       | Xoán Xosé Brais López Facal |

- José María Hernández (PPdeG) est remplacé en juin 1991 par Antonio Concheiro Coello.
- Manuel Varela (PPdeG) est remplacé en juin 1991 par Jaime Alberto Pita Varela.
- José Torres (PPdeG) est remplacé en juin 1991 par Jesús María Fernández Rosende.
- Xoán López (PSG-EG) est remplacé en octobre 1991 par Domingo Rafael Merino Mejuto.

### 1993
| Parti      | Parti | Députés élus |
| ---------- | ----- | --- |
| PPdeG      |       | Manuel Fraga, José Manuel Romay, Juan José Fernández García, Gerardo Jesús Conde Roa, María Elisa Madarro González, José Manuel Vila Pérez, Manuel Santos Ruiz Rivas, Jaime Alberto Pita Varela, José Antonio Cesáreo Franco Cerdeira, Jesús María Fernández Rosende, María José Ares Casal, José Domingo Cipriano Oreiro Rodríguez, Manuel López Outeiral |
| PSdeG-PSOE |       | Antolín Luis Mariano Sánchez Presedo, Francisco Julio Cerviño González, Miguel Ángel Cortizo Nieto, Antonio Carro Fernández-Valmayor, Manuel Ceferino Díaz Díaz, José Antonio Ventoso Mariño |
| BNG        |       | Xosé Manuel Beiras, María Pilar García Negro, Francisco Rodríguez Sánchez, Xosé Henrique Rafael Tello León, Xesús Manuel Vega Buján |

- Juan José Fernández (PPdeG) est remplacé en février 1995 par José Luis García Gorostizu.
- José Oreiro (PPdeG) est remplacé en juin 1995 par Antonio Concheiro Coello.
- Antonio Carro (PSdeG-PSOE) est remplacé en février 1996 par Bonifacio Borreiros Fernández.
- Francisco Rodríguez (BNG) est remplacé en mars 1996 par Xaime Bello Costa.
- José Manuel Romay (PPdeG) est remplacé en mai 1996 par José Atilano López Díaz.
- Gerardo Conde (PPdeG) est remplacé en septembre 1996 par María Encarnación Sánchez Roel.
- José Franco (PPdeG) est remplacé en juillet 1999 par Juan Eladio Pico Tembrás.

### 1997
| Parti               | Parti | Députés élus |
| ------------------- | ----- | --- |
| PPdeG               |       | Manuel Fraga, Antonio Couceiro Méndez, José María Hernández Cochón, José Antonio Orza Fernández, Gerardo Jesús Conde Roa, Juan Manuel Juncal Rodríguez, Manuel Santos Ruiz Rivas, Jaime Alberto Pita Varela, José Manuel Vila Pérez, María Elisa Madarro González, Jesús María Fernández Rosende, Manuel López Outeiral, María Marta Álvarez Montes |
| BNG                 |       | Xosé Manuel Beiras, María Pilar García Negro, Camilo Nogueira Román, Xosé Henrique Rafael Tello León, Xesús Manuel Vega Buján, Xosé Díaz Díaz |
| PSdeG-PSOE-EU-EG-OV |       | Miguel Ángel Cortizo Nieto, Ángel Guerreiro Carreiras, Javier Losada, Emilio Pérez Touriño, José Luis Méndez Romeu |

- Javier Losada (PSdeG-PSOE) est remplacé en février 1999 par María Soledad Soneira Tajes.
- Camilo Nogueira (BNG) est remplacé en septembre 1999 par Domingos Rafael Merino Mejuto.
- Antonio Couceiro (PPdeG) est remplacé en novembre 1999 par María Begoña Freire Vázquez.
- Gerardo Conde (PPdeG) est remplacé en septembre 2000 par Antonio Concheiro Coello.

### 2001
| Parti      | Parti | Députés élus |
| ---------- | ----- | --- |
| PPdeG      |       | Manuel Fraga, Jaime Alberto Pita Varela, Fernando Rodríguez Corcoba, María Marta Álvarez Montes, María Elisa Madarro González, Juan Manuel Juncal Rodríguez, Miguel Ángel Reviejo Ares, Manuel Santos Ruiz Rivas, Fernando Amarelo de Castro, Alberto Sueiro Pastoriza, Jesús María Fernández Rosende, Manuel López Outeiral |
| BNG        |       | Xosé Manuel Beiras, María Pilar García Negro, Xosé Henrique Rafael Tello León, Xesús Manuel Vega Buján, Xosé Díaz Díaz, Domingos Rafael Merino Mejuto |
| PSdeG-PSOE |       | José Luis Méndez Romeu, Miguel Ángel Cortizo Nieto, Natividad González Laso, Francisco Julio Cerviño González, María Soledad Soneira Tajes, Francisco Sineiro García |

- Xosé Tello (BNG) est remplacé en juin 2002 par María Tereixa dos Anxos Novo Arrojo.
- Elisa Madarro (PPdeG) est remplacée en février 2003 par Diego Calvo Pouso.
- Juan Manuel Juncal (PPdeG) est remplacé en juin 2003 par José Manuel Mayán Santos.
- Pilar García (BNG) est remplacée en février 2004 par Ana Pontón.
- José Luis Méndez (PSdeG-PSOE) est remplacé en mai 2004 par José Manuel Lage Tuñas.
- Miguel Cortizo (PSdeG-PSOE) est remplacé en février 2005 par María Esther Fontán Prado.

### 2005
| Parti      | Parti | Députés élus |
| ---------- | ----- | --- |
| PPdeG      |       | Manuel Fraga, Carlos Negreira Souto, Ángel Bernardo Tahoces, María Marta Cerdido Pintos, José Antonio Orza Fernández, Jaime Alberto Pita Varela, Manuel Santos Ruiz Rivas, Alberto Sueiro Pastoriza, José Manuel Castelao Bragaña, Diego Calvo Pouso, Beatriz Mato Otero |
| PSdeG-PSOE |       | José Luis Méndez Romeu, Beatriz Sestayo Doce, Luis María Tojo Ramallo, María del Mar Barcón Sánchez, Francisco Julio Cerviño González, María Soledad Soneira Tajes, José Manuel Lage Tuñas, Xoaquín Fernández Leiceaga                                                   |
| BNG        |       | Anxo Manuel Quintana González, Ánxela Bugallo Rodríguez, Carlos Ignacio Aymerich Cano, Ana Pontón, Carlos Fernando Blanco Parga |

- Ánxela Bugallo (BNG) est remplacée en septembre 2005 par Pablo González Mariñas.
- Manuel Fraga (PPdeG) est remplacé en février 2006 par José Antonio Santiso Miramontes.

### 2009
| Parti      | Parti | Députés élus |
| ---------- | ----- | --- |
| PPdeG      |       | Carlos Negreira Souto, Pedro Manuel Arias Veira, Paula Prado del Río, Diego Calvo Pouso, Natalia Barros Sánchez, Pedro Puy Fraga, Manuel Santos Ruiz Rivas, Beatriz Mato Otero, José Manuel Álvarez-Campana Callo, Rosa María Quintana Carballo, Alberto Sueiro Pastoriza, Pablo Cobián Fernández de la Puente |
| PSdeG-PSOE |       | María del Mar Barcón Sánchez, José Luis Méndez Romeu, Beatriz Sestayo Doce, Xoaquín Fernández Leiceaga, Silvia Belén Fraga Santos, José Manuel Lage Tuñas, Francisco Julio Cerviño González, María Soledad Soneira Tajes                                                                                       |
| BNG        |       | Anxo Manuel Quintana González, Ana Pontón, Carlos Ignacio Aymerich Cano, Ana Luis Bouza Santiago |

- Beatriz Mato (PPdeG) est remplacée en mai 2009 par María Ángeles Díaz Pardo.
- Rosa Quintana (PPdeG) est remplacée en mai 2009 par María Seoane Romero.
- José Manuel Álvarez-Campana (PPdeG) est remplacé en mai 2009 par Javier Escribano Rodríguez.
  - Javier Escribano (PPdeG) est remplacé en octobre 2011 par Gema Freire Insua.
- Diego Calvo (PPdeG) est remplacé en mai 2009 par María Soledad Piñeiro Martínez.
- Carlos Negreira (PPdeG) est remplacé en juin 2011 par Antonio Ángel Fraga Sánchez.
- Manuel Ruiz (PPdeG) est remplacé en juin 2011 par María de la Encarnación González Montemuiño.
- Mar Barcón (PSdeG-PSOE) est remplacée en juin 2011 par Luis María Tojo Ramallo.
- Anxo Quintana (BNG) est remplacé en septembre 2011 par Carlos Fernando Branco Parga.
- Pablo Cobián (PPdeG) est remplacé en octobre 2011 par María Teresa Villaverde Pais.

### 2012
| Parti      | Parti | Députés élus |
| ---------- | ----- | --- |
| PPdeG      |       | Beatriz Mato Otero, Rosa María Quintana Carballo, Pedro Puy Fraga, Miguel Ángel Tellado Filgueira, Paula Prado del Río, Pedro Manuel Arias Veira, Belén María do Campo Piñeiro, José Santiago Freire Abeijón, María Dolores Faraldo Botana, Álvaro Pérez López, Aurelio Alfonso Núñez Centeno, Jesús Miguel Prado Patiño, Hipólito Fariñas Sobrino |
| PSdeG-PSOE |       | Francisco Caamaño, José Luis Méndez Romeu, Beatriz Sestayo Doce, José Antonio Sánchez Bugallo, María Soledad Soneira Tajes |
| AGE        |       | Xosé Manuel Beiras, Yolanda Díaz, Antón Sánchez García, José Javier Ron Fernández |
| BNG        |       | Francisco Jorquera, Ana Pontón |

- Belén do Campo (PP) est remplacée en décembre 2012 par María Herminia Pouso Maneiro.
- Álvaro Pérez (PP) est remplacé en décembre 2012 par María Soledad Piñeiro Martínez.
  - Soledad Piñeiro (PP) est remplacée en décembre 2015 par María Teresa Cancelo Márquez.
- Beatriz Mato (PP) est remplacée en février 2013 par Gonzalo Trenor López.
- Rosa Quintana (PP) est remplacée en février 2013 par José Francisco Santos Regueiro.
- Beatriz Sestayo (PSdeG-PSOE) est remplacée en novembre 2015 par María de los Ángeles Ferreiro Vidarte.
- Dolores Faraldo (PP) est remplacée en juillet 2014 par Ramón Santos Pérez.
- Francisco Caamaño (PSdeG-PSOE) est remplacé en avril 2015 par Emilio Vázquez Blanco.
- Paula Prado (PP) est remplacée en janvier 2016 par Sandra María Devesa Bouzas.
- Yolanda Díaz (AGE) est remplacée en janvier 2016 par Mónica Fernández Rodríguez.
- Santiago Freire (PP) est remplacé en février 2016 par Ambrosio Oróns Baña.

### 2016
| Parti      | Parti | Députés élus |
| ---------- | ----- | --- |
| PPdeG      |       | Diego Calvo Pouso, Beatriz Mato Otero, María Ángeles Vázquez Mejuto, José Manuel Rey Varela, Pedro Puy Fraga, Miguel Ángel Tellado Filgueira, Paula Prado del Río, Rosa María Quintana Carballo, Ethel María Vázquez Mourelle, Álvaro Pérez López, Carlos Enrique López Crespo, Martín Fernández Prado, Aurelio Alfonso Núñez Centeno |
| PSdeG-PSOE |       | Xoaquín Fernández Leiceaga, Matilde Begoña Rodríguez Rumbo, Juan Manuel Díaz Villoslada, María Dolores Toja Suárez, José Manuel Pérez Seco |
| En Marea   |       | Antón Sánchez García, Luca Chao Pérez, José Manuel Lago Peñas, Magdalena Barahona Martín, Francisco Casal Vidal |
| BNG        |       | Ana Pontón, Xosé Luis Rivas Cruz |

- Ángeles Vázquez Mejuto (PP) est remplacée en janvier 2017 par María Soraya Salorio Porral.
- Ethel Vázquez (PP) est remplacée en février 2017 par Gonzalo Trenor López.
- Álvaro Pérez López (PP) est remplacé en novembre 2016 par María Ángeles Antón Vilasánchez.
- Carlos López (PP) est remplacé en juin 2018 par Jesús Miguel Prado Patiño.
- Xoaquín Fernández Leiceaga (PSOE) est remplacé en décembre 2019 par Encarnación Liñeiro Pouso.
- José Díaz Villoslada (PSdeG-PSOE) est remplacé en juillet 2019 par María Teresa Porritt Lueiro.
- Magdalena Barahona (EM) est remplacée en août 2018 par Flora María Miranda Peña.
- José Manuel Lago (EM) est remplacé en février 2020 par María Dolores Candedo Gunturiz.

### 2020
| Parti      | Parti | Députés élus |
| ---------- | ----- | --- |
| PPdeG      |       | María Ángeles Vázquez Mejuto, Diego Calvo Pouso, Martín Fernández Prado, José Manuel Rey Varela, Ethel María Vázquez Mourelle, Miguel Ángel Tellado Filgueira, Pedro Puy Fraga, Fabiola García Martínez, Rosa María Quintana Carballo, Álvaro Pérez López, Borja Verea Fraiz, Paula Prado del Río, Carmen Pomar Tojo, Ovidio Rodeiro Tato |
| BNG        |       | Ana Pontón, Xosé Luis Rivas Cruz, Mercedes Queixas Zas, Rosana Pérez Fernández, Ramón Fernández Alfonzo, Daniel Pérez López, Iria Carreira Pazos |
| PSdeG-PSOE |       | Pablo Arangüena Fernández, Noa Susana Díaz Varela, Martín Seco García, Matilde Begoña Rodríguez Rumbo |

- Álvaro Pérez (PPdeG) est remplacé en septembre 2020 par Rubén Lorenzo Gómez.
- Martín Fernández (PPdeG) est remplacé en décembre 2020 par Ana Belén García Vidal.
- Ángeles Vázquez (PPdeG) est remplacée en septembre 2021 par Adrián Pardo López.
- Ethel Vázquez (PPdeG) est remplacée en septembre 2021 par María Begoña Freire Vázquez.
- Fabiola García (PPdeG) est remplacée en septembre 2021 par Rosalía López Sánchez.
- Rosa Quintana (PPdeG) est remplacée en septembre 2021 par Jesús Miguel Prado Patiño.
- Miguel Tellado (PPdeG) est remplacé en mai 2022 par María Belén Salido Maroño.
- Ovidio Rodeiro (PPdeG) est remplacé le 27 juin 2023 par Paula Mouzo Mas.
- José Manuel Rey (PPdeG) est remplacé le 27 juin 2023 par Ángel Rodríguez Conde.
- Pedro Puy (PPdeG) est remplacé le 12 septembre 2023 par Sandra Vilela Riveiro.

### 2024
| Parti      | Parti | Députés élus |
| ---------- | ----- | --- |
| PPdeG      |       | Diego Calvo Pouso, Paula Prado del Río, María Ángeles Vázquez Mejuto, Martina Aneiros Barros, Borja Verea Fraiz, Ethel María Vázquez Mourelle, Fabiola García Martínez, Miguel Corgos López-Prado, María Jesús Lorenzana Somoza, Gonzalo Trenor López, Roberto Rodríguez Martínez, Carmen Pomar Tojo, Rubén Lorenzo Gómez |
| BNG        |       | Ana Pontón, Mercedes Queixas Zas, Rosana Pérez Fernández, Ramón Fernández Alfonzo, Daniel Pérez López, Iria Carreira Pazos, Óscar Ínsua Lema, Iria Taibo Corsanego, José Manuel Golpe Acuña |
| PSdeG-PSOE |       | Patricia Iglesias Rey, Julio Ernesto Abalde Alonso, Silvia Longueira Castro |

- Martina Aneiros (PP) démissionne en avril 2024.